# Distrikt Kunak
Der Distrikt Kunak ist ein Verwaltungsbezirk im malaysischen Bundesstaat Sabah. Verwaltungssitz ist die Stadt Kunak. Der Distrikt Kunak ist Teil des Gebietes Tawau Division, zu dem die Distrikte Kunak, Lahad Datu, Semporna und Tawau gehören.

## Demographie
Kunak hat 68.891 Einwohner (Stand: 2020). Die Bevölkerung des Distrikts betrug laut der letzten Zählung im Jahr 2010 61.094 Einwohner. Sie besteht mehrheitlich aus Bajau und Bugis. Wie in vielen anderen Städten Sabahs gibt es auch hier eine beträchtliche Anzahl illegaler Immigranten aus den nahegelegenen Philippinen, vor allem aus Sulu und Mindanao, die in der Bevölkerungsstatistik nicht verzeichnet sind.

## Verwaltungssitz
Verwaltungssitz des Distrikts ist die Stadt Kunak.
Kunak war vormals ein Unterdistrikt innerhalb des Lahad Datu Districts und erhielt den Status als eigenständiger Distrikt am 1. Juni 1981.

## Gliederung des Distrikts
Der Distrikt ist in zwei Gemeindeverwaltungen (mukim) aufgeteilt:
- Mukim Pangi mit den Siedlungen (kampung) Airport Bt. 10, Bagiang, Cenderawasih, Getah, Giram, Hampilan, Jaya Baru, Kadazan, Kansuri, Lama Baru Mostyn, Mostyn, Pangi, Pangi Hujung, Pengkalan, Sapang Air, Selamat, Skim Kokos, Sungai Atas, Sungai Langgas, Telaga Tujuh
- Mukim Madai mit den Siedlungen (kampung) Asli Baru, Buang Sayang, Cina, Dasar Baru, Dasar Lama, Kabog, Kunak Darat, Kunak Jaya, Kunak Kecil, Kunak Tiga, Lormalong, Madai, Pangkalan Madai, Simpang Empat, Ulu Madai